# Bernat Papell i Carreras
Bernat Papell i Carreras (Figueres, 1821 – Seta, 31 de març del 1877) va ser sacerdot, compositor i organista.
De molt jove marxà a viure a Girona. Estudià música amb el seu oncle Joan Carreras i Prats, organista de l'església del Carme, i composició amb el mestre de capella de la Catedral, Josep Barba. Quan tenia disset anys sol·licità, i a l'any següent obtingué, la plaça d'organista de la catedral que havia deixant vacant Pelegrí Baltasar en marxar a Montevideo. A causa de la desamortització i de les penúries econòmiques eclesiàstiques consegüents, Papell renuncià al març del 1842 a aquesta plaça, per marxar a la catedral de Nimes, ciutat on ja hi havia altres músics catalans. També fou organista de la seu de Viviers, abans de tornar el 1860 a la seu gironina on ocupà les places d'organista i, en substitució de Joan Carreras i Dagàs, de mestre de capella. Quatre anys més tard, i vist que les finances catedralícies no milloraven, renuncià a les places, tornà a França i s'establí a Seta, al Llenguadoc, on tocà a l'església de Sant Lluís. Morí en aquesta població el 1877.
Bernat Papell compongué tant música sacra com profana, i partitures seves es conserven a l'església parroquial de Castelló d'Empúries i a la catedral de Girona.

## Obres
- Gozos de Sta. Filomena (1836), per a 5 veus i orquesta
- Missa, per a orgue i veu
- Missa Solemne (1874), a quatre veus i orgue
- Polones
- Rondó brillant (1870), per a piano a quatre mans
- Rosari, a quatre veus i orgue
- Rosari, a tres veus i orgue
- Salve, per a tiple i orgue
- Sonata (1869), per a piano
- Vals (1841), per a banda militar